# (337002) Robertbodzon
(337002) Robertbodzon est un astéroïde de la ceinture principale.

## Description
(337002) Robertbodzon est un astéroïde de la ceinture principale. Il fut découvert le 25 octobre 2005 à Kitt Peak par le projet Spacewatch. Il présente une orbite caractérisée par un demi-grand axe de 2,44 UA, une excentricité de 0,15 et une inclinaison de 6,5° par rapport à l'écliptique.

## Compléments